# Zhong Zhihua
Zhong Zhihua en Chino simplificado 钟志华; (Hunan, julio de 1962) es un ingeniero y educador chino. Fue presidente de la Universidad de Hunan de 2005 a 2011, y presidente de la Universidad Tongji de 2016 a 2018. Es miembro de la Academia China de Ingeniería.
Zhong fue miembro del 9º Congreso Nacional del Pueblo y del 11º Comité Nacional de la Conferencia Consultiva Política del Pueblo Chino.

## Biografía
Zhong nació en una familia de origen agrícola en el condado de Xiangyin, Hunan. Después de la reanudación del examen de ingreso a la universidad en 1977, fue aceptado en la Universidad de Hunan en septiembre de 1978 y se graduó en julio de 1982. Luego estudió inglés y sueco en el colegio de lenguas extranjeras de Guangzhou y en la  Universidad de Lengua y Cultura de Beijing respectivamente. Después de graduarse, se fue a Suecia para estudiar en la Universidad de Tecnología de Luleå y la Universidad de Linköping, se convirtió en profesor asistente después de graduarse.
Zhong regresó a China en 1995. Fue supervisor de doctorado en la Universidad de Hunan. En julio de 2005, fue nombrado presidente de la Universidad de Hunan antes de ser decano de la Escuela de Ingeniería Mecánica y Automotriz de la Universidad de Hunan.
En diciembre de 2005, fue elegido miembro de la Academia China de Ingeniería. En diciembre de 2010, fue nombrado director de la Comisión Municipal de Ciencia y Tecnología de Chongqing, y ascendió a presidente en abril de 2011. El 27 de octubre de 2014 fue nombrado secretario general de la Academia China de Ingeniería.
En septiembre de 2016, fue nombrado presidente de la Universidad Tongji.

## Obras
- Procedimientos de elementos finitos para problemas de impacto de contacto, Oxford University Press ,ISBN 978-0-19-856383-9, 1993
- Elemento de carcasa preciso y eficiente con reglas de integración reducidas mejoradas, Ingeniería estructural y mecánica, Vol.8 No.6, 596-605 1999
- Algoritmos de contacto unificados basados en el concepto de territorio, Método informático en Mecánica e Ingeniería Aplicadas, Vol.130, 1-16
- Problemas de impacto de contacto: una revisión con bibliografía, Revisión de Mecánica Aplicada, Vol.47, No.2, 55-76.
- Algoritmos de impacto de contacto en computadoras en paralelo, Ingeniería y Diseño Nuclear, Vol, 150, 253-263, 1994
- Enfoque del multiplicador de Lagrange para la evaluación de la fricción en el análisis explícito de elementos finitos, Communications in Numerical Methods in Engineering, vol. 10, 249-255, 1994
- Algoritmo de búsqueda automática de contactos para análisis dinámico de elementos finitos, International Journal of Computers and Structures, vol. 52, No 2, 187-197, 1994
- Un elemento de capa bilineal con la técnica de integración de reducción cruzada, International Journal for Numerical Methods in Engineering, Vol.36, 611-625, 1993
- Problemas de contacto estático Una revisión , Cálculos de ingeniería, Vol.9, 3-37
- Enfoque del multiplicador de Lagrange para la evaluación de la fricción en el análisis explícito de elementos finitos, Communications in Numerical Methods in Engineering, vol. 10, 249-255, 1994
- Problemas de contacto estático, Ingeniería informática, vol. 9,3-37, 1992
- Un algoritmo de búsqueda de contactos para problemas generales de impacto de contacto en 3-D, Computers and Structures, Vol. 34, No 2, 327-335, 1990
- Un algoritmo de búsqueda de contactos para problemas generales de contactos, Computadoras y estructuras, Vol.33, No.1 197-209
- Algoritmos de alto rendimiento para la solución de problemas generales de impacto por contacto, Ingeniería y Diseño Nuclear, Vol.138, No.1, 65-74